# Acción Republicana (bancada)
Acción Republicana fue un grupo parlamentario de derechas participante del período 2016-2020 del Congreso de la República del Perú. Fue presentado el 4 de junio de 2019 bajo la tutela del congresista Pedro Olaechea resguardándose en el reconocimiento pronunciado por el presidente del Congreso Daniel Salaverry el pasado 19 de diciembre de 2018. Sus miembros fueron disidentes de los partidos Fuerza Popular, Alianza para el Progreso y el grupo Contigo.

## Historia
El presidente del Congreso Daniel Salaverry el 19 de diciembre de 2018 reconoció a dos bancadas formadas por congresistas disidentes y no agrupados: la Bancada Liberal y Cambio 21 bajo el amparo del Tribunal Constitucional del Perú que definía que «los parlamentarios renunciantes a sus agrupaciones políticas por diferencias de conciencia debidamente fundamentadas, podrán conformar nuevas bancadas, pasar a otros grupos parlamentarios, o formar la bancada mixta», dejando sin efecto la ya declarada inconstitucional ley Antitransfuga —aprobada en 2016— que no permitía la creación o formación de nuevas bancadas por parte de congresistas disidentes o no agrupados.
El 30 de marzo de 2019, el congresista independiente Pedro Olaechea anunció que crearía la agrupación Acción Republicana, pero por falta de integrantes no fue reconocida. Olaechea, junto a sus compañeros independientes, decidieron unirse a la bancada Concertación Parlamentaria del movimiento Contigo, liderado por Juan Sheput.
El 4 de junio de 2019, Pedro Olaechea anunció que, junto con sus compañeros disidentes, renunciaban a Concertación Parlamentaria y decidieron volver a presentar la propuesta de creación de Acción Republicana, ese mismo día la nueva bancada fue admitida en el parlamento.
Salvador Heresi y Jorge Castro, renunciantes de la agrupación Contigo junto a Olaechea, y a su vez disidentes de Peruanos Por el Kambio y Frente Amplio, estuvieron en las filas de Acción Republicana en sus inicios y/o apoyaron su formación como bancada. Pero, el 3 de febrero, Heresi se desligó de Acción Republicana y, el 24 de julio, Castro se reincorporó directamente a Contigo. Tras la  disolución del Congreso y la posterior instalación de uno nuevo como resultado las elecciones parlamentarias extraordinarias de 2020, la bancada se disolvió.

## Integrantes
- Pedro Olaechea (disidente de PPK), congresista por Lima
- Julio Rosas (disidente de APP), congresista por Lima
- Marita Herrera (disidente de Fuerza Popular), congresista por Amazonas
- Nelly Cuadros (disidente de Fuerza Popular), congresista por Cuzco
- Sonia Echevarría (disidente de Fuerza Popular), congresista por Junín